# Janne-Minke Nijp
Janne-Minke Nijp (Wonseradeel, 1979) is een Nederlandse harpist.

## Opleiding
Nijp begon op zevenjarige leeftijd met harplessen. Ze behaalde in 2005 haar conservatoriumdiploma aan het ArtEZ Conservatorium te Enschede. Hier kreeg zij les van Alex Bonnet. Daarnaast volgde zij vele masterclasses bij onder meer Park Stickney, Alfredo Rolando Ortiz en Rosetty de Ruyter.

## Stroming en werk
Nijp behoort tot de stroming der avantgardistische musici, die klassiek gevormd de grenzen van het instrument verkennen. Jazzharp is hier een voorbeeld evenals het opkomende genre harprock. Sinds 2002 werkt zij als docent harp aan de Muziekschool Twente. Nijp ontwikkelt en schrijft tevens moderne lesmethodieken voor beginnende en gevorderde harpleerlingen. Jaarlijks organiseert zij de Harpdag van het Oosten. Naast eigen vertolkingen van klassieke werken voor harp arrangeert zij ook veel werken die niet oorspronkelijk voor harp zijn geschreven. Tevens componeert zij eigen partituren. Haar moderne werk bevat avantgardistische arrangementen van onder andere Within Temptation en Led Zeppelins Stairway to Heaven.

## Uitvoerend werk
Nijp was tot 2008 vaste harpist bij het Fries Symfonie Orkest FSO en het Harmonie Orkest Semper Crescendo.
Zij was regelmatig als solist te horen bij het Twents Mandoline orkest en bij Koninklijk Symfonie Orkest KSO Cecilia. Naast nationale solo-optredens speelde zij ook in Frankrijk. In 2007 maakte zij haar nationale radiodebuut. Daarvoor was zij al met enkele werken (live) te horen geweest op Radio Oost, Omroep Gelderland, Omrop Fryslân en Radio Utrecht bij Marco Bakker in het programma Muziekontbijt. Van 2008 tot 2010 maakte zij deel uit van de progressieve symfonische rockgroep Sense of Urgency. Met deze band won zij diverse wedstrijden, waaronder Grondtoon 2009 en het Stöppelhaene festival 2009.

## Opnames
- CD van Barok tot Klassiek, (Buma MFH1504) april 2007 met blokfluit (Jeroen van Lexmond) en dwarsfluit (Edith Leusenkamp). Met o.a. Händel, Scarlatti, Rameau, Mozart e.a.
- CD Christmas Special, (Buma MFH2811) november 2007 met haar inmiddels vaste fluitiste Féminique. Met o.a. Carol of the Bells, Elfenreigen, Greensleeves, Silent night e.a.
- CD Michael (Palaysia Productions) december 2007. Esoterische leermuziek met eigen composities: Treasure of knowledge, Angels en Clarity.
- CD Raphael (Palaysia Productions) januari 2008. Esoterische leermuziek met eigen composities: Forest of hearts, Confidence en Inner me.
- CD Chamuel (Palaysia Productions) februari 2008. Esoterische leermuziek met eigen composities: Sleepy Angel, Meadow en Clouds of pink.

## Publicaties
- Leerboek Kinderliedjes (Eigen uitgave) augustus 2008. Moderne leermethode voor beginnende en gevorderde harpleerlingen.
- Leerboek Kunstgrepen (Eigen uitgave) 2004. Etudeboek voor beginnende harpleerlingen.